# 200 meter fjärilsim för herrar i simning vid olympiska sommarspelen 2020
Herrarnas 200 meter fjärilsim vid olympiska sommarspelen 2020 avgjordes 26–28 juli 2021 i Tokyo Aquatics Centre.
Det var 17:e gången 200 meter fjärilsim fanns med som en gren vid OS. Grenen har varit med i varje upplaga av olympiska sommarspelen sedan 1956.

## Rekord
Före tävlingarna gällde dessa rekord:
| Världsrekord     | Kristóf Milák (HUN)  | 1.50,73 | Gwangju, Sydkorea | 24 juli 2019    |
| Olympiskt rekord | Michael Phelps (USA) | 1.52,03 | Peking, Kina      | 13 augusti 2008 |

Följande rekord slogs under tävlingen:
| Datum   | Tävling | Namn          | Nation | Tid     | Rekord |
| ------- | ------- | ------------- | ------ | ------- | ------ |
| 28 juli | Final   | Kristóf Milák | Ungern | 1.51,25 | 0OR0   |

## Schema
Alla tiderna är UTC+9.
| Datum        | Tid   | Omgång      |
| ------------ | ----- | ----------- |
| 26 juli 2021 | 19:17 | Försöksheat |
| 27 juli 2021 | 11:35 | Semifinaler |
| 28 juli 2021 | 10:49 | Final       |

## Resultat

### Försöksheat
Simmarna med de 16 bästa tiderna gick vidare till semifinal.
| Placering | Heat | Bana | Namn                  | Nationalitet     | Tid     | Noteringar |
| --------- | ---- | ---- | --------------------- | ---------------- | ------- | ---------- |
| 1         | 5    | 4    | Kristóf Milák         | Ungern           | 1.53,58 | Q          |
| 2         | 4    | 3    | Wang Kuan-hung        | Kinesiska Taipei | 1.54,44 | Q, 0NR0    |
| 3         | 5    | 7    | Leonardo de Deus      | Brasilien        | 1.54,83 | Q          |
| 4         | 4    | 6    | Zach Harting          | USA              | 1.54,92 | Q          |
| 5         | 3    | 6    | Noè Ponti             | Schweiz          | 1.55,05 | Q, 0NR0    |
| 6         | 5    | 3    | Tomoru Honda          | Japan            | 1.55,10 | Q          |
| 7         | 4    | 5    | Federico Burdisso     | Italien          | 1.55,14 | Q          |
| 8         | 3    | 4    | Tamás Kenderesi       | Ungern           | 1.55,18 | Q          |
| 9         | 4    | 4    | Daiya Seto            | Japan            | 1.55,26 | Q          |
| 10        | 3    | 1    | Giacomo Carini        | Italien          | 1.55,33 | Q          |
| 11        | 3    | 2    | Gunnar Bentz          | USA              | 1.55,46 | Q          |
| 12        | 4    | 7    | Aleksandr Kudasjev    | ROC              | 1.55,54 | Q          |
| 13        | 5    | 1    | Krzysztof Chmielewski | Polen            | 1.55,77 | Q          |
| 14        | 4    | 1    | Louis Croenen         | Belgien          | 1.55,78 | Q          |
| 15        | 3    | 7    | Léon Marchand         | Frankrike        | 1.55,85 | Q          |
| 16        | 5    | 5    | Chad le Clos          | Sydafrika        | 1.55,96 | Q          |
| 17        | 5    | 6    | David Thomasberger    | Tyskland         | 1.56,04 |            |
| 18        | 5    | 2    | Matthew Temple        | Australien       | 1.56,25 |            |
| 19        | 2    | 1    | Tomoe Zenimoto Hvas   | Norge            | 1.56,30 | 0NR0       |
| 20        | 3    | 5    | Antani Ivanov         | Bulgarien        | 1.56,36 |            |
| 21        | 3    | 3    | Denys Kesyl           | Ukraina          | 1.56,37 |            |
| 22        | 2    | 6    | Quah Zheng Wen        | Singapore        | 1.56,42 |            |
| 23        | 2    | 3    | Brendan Hyland        | Irland           | 1.57,09 |            |
| 24        | 2    | 4    | Sajan Prakash         | Indien           | 1.57,22 |            |
| 25        | 2    | 2    | Kregor Zirk           | Estland          | 1.57,26 |            |
| 26        | 2    | 7    | Alexei Sancov         | Moldavien        | 1.57,55 | 0NR0       |
| 27        | 3    | 8    | Jakub Majerski        | Polen            | 1.57,91 |            |
| 28        | 4    | 8    | Moon Seung-woo        | Sydkorea         | 1.58,09 |            |
| 29        | 2    | 5    | Ihor Troianovskyi     | Ukraina          | 1.58,37 |            |
| 30        | 5    | 8    | Ethan du Preez        | Sydafrika        | 1.58,50 |            |
| 31        | 2    | 8    | Luis Vega Torres      | Kuba             | 1.59,00 |            |
| 32        | 1    | 6    | Ayman Kelzi           | Syrien           | 1.59,57 | 0NR0       |
| 33        | 1    | 2    | Matin Balsini         | Iran             | 1.59,97 | 0NR0       |
| 34        | 1    | 3    | Keanan Dols           | Jamaica          | 2.00,25 |            |
| 35        | 4    | 2    | David Morgan          | Australien       | 2.00,27 |            |
| 36        | 1    | 5    | Navaphat Wongcharoen  | Thailand         | 2.01,43 |            |
| 37        | 1    | 4    | Richard Nagy          | Slovakien        | 2.01,91 |            |
| 38        | 1    | 7    | Simon Bachmann        | Seychellerna     | 2.03,54 |            |

### Semifinaler
Simmarna med de 8 bästa tiderna gick vidare till final.
| Placering | Heat | Bana | Namn                  | Nationalitet     | Tid     | Noteringar |
| --------- | ---- | ---- | --------------------- | ---------------- | ------- | ---------- |
| 1         | 2    | 4    | Kristóf Milák         | Ungern           | 1.52,22 | Q          |
| 2         | 2    | 5    | Leonardo de Deus      | Brasilien        | 1.54,97 | Q          |
| 3         | 1    | 8    | Chad le Clos          | Sydafrika        | 1.55,06 | Q          |
| 4         | 2    | 6    | Federico Burdisso     | Italien          | 1.55,11 | Q          |
| 5         | 1    | 6    | Tamás Kenderesi       | Ungern           | 1.55,17 | Q          |
| 6         | 2    | 7    | Gunnar Bentz          | USA              | 1.55,28 | Q          |
| 7         | 2    | 1    | Krzysztof Chmielewski | Polen            | 1.55,29 | Q          |
| 8         | 1    | 3    | Tomoru Honda          | Japan            | 1.55,31 | Q          |
| 9         | 1    | 5    | Zach Harting          | USA              | 1.55,35 |            |
| 10        | 2    | 3    | Noè Ponti             | Schweiz          | 1.55,37 |            |
| 11        | 2    | 2    | Daiya Seto            | Japan            | 1.55,50 |            |
| 12        | 1    | 7    | Aleksandr Kudasjev    | ROC              | 1.55,51 |            |
| 13        | 1    | 4    | Wang Kuan-hung        | Kinesiska Taipei | 1.55,52 |            |
| 14        | 2    | 8    | Léon Marchand         | Frankrike        | 1.55,68 |            |
| 15        | 1    | 2    | Giacomo Carini        | Italien          | 1.55,95 |            |
| 16        | 1    | 1    | Louis Croenen         | Belgien          | 1.56,67 |            |

### Final
| Placering | Bana | Namn                  | Nationalitet | Tid     | Noteringar |
| --------- | ---- | --------------------- | ------------ | ------- | ---------- |
| 1         | 4    | Kristóf Milák         | Ungern       | 1.51,25 | 0OR0       |
| 2         | 8    | Tomoru Honda          | Japan        | 1.53,73 |            |
| 3         | 6    | Federico Burdisso     | Italien      | 1.54,45 |            |
| 4         | 2    | Tamás Kenderesi       | Ungern       | 1.54,52 |            |
| 5         | 3    | Chad le Clos          | Sydafrika    | 1.54,93 |            |
| 6         | 5    | Leonardo de Deus      | Brasilien    | 1.55,19 |            |
| 7         | 7    | Gunnar Bentz          | USA          | 1.55,46 |            |
| 8         | 1    | Krzysztof Chmielewski | Polen        | 1.55,88 |            |